# 이케가와정
이케가와정(일본어: 池川町)은 일본 고치현 아가와군에 설치되었던 정이다. 현재의 니요도가와정에 해당한다. 2005년 8월 1일, 아가와군 아가와촌 및 다카오카군 니요도촌과 합병해, 니요도가와정이 되어 소멸하였다. 쇼와 30년대에는 인구가 8000명 조금 넘었지만 정이 소멸 시에는 고치현 내에서 가장 인구가 적은 마을이 되었다.

## 역사
- 1889년 4월 1일 - 정촌제 시행에 수반해 이케가와촌이 성립하였다.
- 1913년 4월 1일 - 정으로 승격해 이케가와정이 되었다.
- 2005년 8월 1일 - 아가와촌, 다카오카촌과 합병해 니요도가와정이 되어 소멸하였다.

## 교통

### 도로
- 국도 제439호선
- 국도 제494호선

## 참고 문헌
- 角川日本地名大辞典編纂委員会,『角川日本地名大辞典 39 高知県』1983, 角川書店